# This Is Hell
This Is Hell és un grup hardcore punk de Long Island, Nova York. La banda és coneguda per la gran quantitat de tours i concerts energètics que fan. Fins ara, la banda ha enregistrat dos àlbums d'estudi i quatre EPs.

## Membres

### Membres actuals
- Travis Reilly – vocal (2004 – present)
- Johnny Moore – baix (2006 – present)
- Rick Jimenez – guitarra (2004 – present)
- Dennis Wilson – bateria (2009 – present)

### Membres fundadors de la banda
- Jeff Tiu – baix (2004 – 2006)
- Joe Osolin – guitarra (2004 – 2006)
- Chris Reynolds – guitarra (2006 – 2008) (s'ha unit a "Kill The Frontman")
- Dan Bourke – bateria (2004 – 2009) (s'ha unit a Stray From The Path

### Membres de concerts
- Andrew Jones – bateria (durant el tour d'hivern de 2004)
- Travis Paduano – guitarra (durant el tour d'hivern de 2004)

## Discografia

### Studio albums
- 2006: Sundowning (Trustkill)
- 2008: Misfortunes (Trustkill)
- 2010: Weight of the World (Rise)[3]
- 2011: Black Mass (Rise)[4]
- 2016: Bastards Still Remain

### EPs
- 2004: This Is Hell Demo CD & 7" (Run For Cover)
- 2005: This Is Hell (State of Mind)
- 2007: Cripplers 7" (Trustkill)
- 2007: This Is Hell / Cancer Bats 7" (Future Tense)
- 2008: This Is Hell / Nightmare Of You 7" (Run For Cover)
- 2009: Warbirds 7" (Think Fast!)[5]
- 2013: The Enforcer

### Compilació de contribucions
- 2006: Trustkill Takeover Vol. II (Trustkill)
  - Contributed song "Wreck Your Life"
- 2006: Smithtown & Friends Vol. II (Pride)
  - Contributed song "Double Grave"
- 2007: Sounds of the Underground 2007 Compilation (Limitada exclusiva de Hot Topic)
  - Contributed song "Permanence"
- 2009: Carry The Torch: A Tribute To Kid Dynamite (Black Numbers)
  - Contributed song "Troy's Bucket" (Kid Dynamite cover)
- 2009: "Dimebag" Darrell Abbott tribute album (Metal Hammer exclusive)
  - Contributed song "Rise" (Pantera cover)